# Tallassee
Tallassee – miasto w Stanach Zjednoczonych, w stanie Alabama, w hrabstwie Tallapoosa. W roku 2023 miasto zamieszkiwały 4753 osoby, a gęstość zaludnienia wynosiła 180,7 osoby/km².